# Mihály Martos
Mihály Martos (* 1. Februar 1945 in Budapest) ist ein ehemaliger ungarischer Eisschnellläufer.
Martos wurde im Jahr 1964 ungarischer Juniorenmeister im Kleinen Vierkampf und nahm von 1962 bis 1973 an internationalen Wettbewerben teil. Dabei belegte er bei der Mehrkampfeuropameisterschaft 1963 in Göteborg den 33. Platz im Großen Vierkampf. In den folgenden Jahren kam er bei den Olympischen Winterspielen 1964 in Innsbruck auf den 50. Platz über 1500 m, auf den 41. Rang über 5000 m sowie auf den 37. Platz über 500 m und bei den Olympischen Winterspielen 1968 in Grenoble auf den 45. Platz über 1500 m sowie auf den 31. Rang über 500 m. Zudem errang er bei der Mehrkampfweltmeisterschaft 1965 in Oslo den 37. Platz im Großen Vierkampf und bei der Winter-Universiade 1968 in Innsbruck den 13. Platz über 3000 m sowie jeweils den siebten Rang über 500 m und 1500 m. Seine beste Platzierung bei ungarischen Meisterschaften erreichte er in den Jahren 1965 und 1966 mit dem zweiten Platz im Großen Vierkampf. Sein Bruder György Martos nahm ebenfalls als Eisschnellläufer an den Olympischen Winterspielen 1968 teil.

## Persönliche Bestzeiten
| Disziplin | Zeit        | Datum           | Ort                  |
| --------- | ----------- | --------------- | -------------------- |
| 500 m     | 41,9 s      | 31. Januar 1968 | Budapest             |
| 1000 m    | 1:27,5 min  | 5. Januar 1969  | Inzell               |
| 1500 m    | 2:10,8 min  | 11. Januar 1969 | Madonna di Campiglio |
| 3000 m    | 4:50,6 min  | 27. Januar 1965 | Budapest             |
| 5000 m    | 8:20,2 min  | 13. Januar 1967 | Madonna di Campiglio |
| 10.000 m  | 17:41,2 min | 8. Februar 1967 | Budapest             |